# Soap opera (film 2014)
Soap opera è un film del 2014 diretto da Alessandro Genovesi.
Film riconosciuto di interesse culturale dal Ministero per i beni e le attività culturali e per il turismo, Direzione Generale per il Cinema.

## Trama
La storia coinvolge gli abitanti di un condominio localizzato in una città non meglio precisata, anche se alcuni indizi la avvicinano a Milano, nei giorni fra Natale e Capodanno.
Al primo piano abita Francesco: mentre sta facendo l'amore con Patrizia, una ragazza conosciuta da poco, viene interrotto dall'arrivo dell'amico Paolo, prossimo a diventare padre (la fidanzata è infatti già ricoverata all'ospedale). Costui estrae una pistola affermando di stare male, ma la tensione viene spezzata da Patrizia, rimasta incastrata sotto al letto, nascosta precedentemente da Francesco.
Liberata la ragazza, i tre iniziano a chiacchierare quando suonano di nuovo alla porta: stavolta si tratta della dirimpettaia Alice, attrice di uno sceneggiato ambientato nella Francia del '700, che viene a chiedere un preservativo a Francesco, dato che li ha terminati e vuole consumare un rapporto sessuale con un metronotte, essendo attratta morbosamente dalle divise.
Al pianterreno vivono i gemelli Gianni e Mario, che hanno ereditato la proprietà del condominio dalla madre, e si ritrovano conviventi perché Mario è costretto sulla sedia a rotelle per un incidente causato da Gianni, che lo accudisce. I due vivono quasi relegati in casa con minimi contatti umani.
Francesco accompagna Patrizia all'auto e sente uno sparo: temendo che Paolo si sia sparato, torna all'interno ma tutto il condominio scopre che Pietro, dirimpettaio di Gianni e Mario, si è suicidato.
Il giorno dopo Francesco incontra sul bus la sua ex fidanzata Anna, incinta del nuovo fidanzato: i due si sono lasciati a causa di un tradimento di lui. Più tardi si presenta nel palazzo Francesca, ragazza parigina di Pietro, che trova accoglienza a casa di Francesco.
Dopo l'accertamento della morte, il maresciallo dei carabinieri Gaetano Cavallo interroga il gruppo per capire le dinamiche del suicidio. Più tardi Paolo svela a Francesco le sue inquietudini: pur aspettando un bambino dalla compagna, teme di essere omosessuale, innamorato di Francesco dall'adolescenza: all'amico chiede un bacio per dipanare ogni dubbio. Francesco accetta controvoglia e finalmente Paolo capisce di essere eterosessuale, non avendo provato piacere dal bacio. In attesa che la compagna partorisca, Paolo alloggia dall'amico.
Il maresciallo inizia a frequentare Alice mentre Francesca continua la sua convivenza con Francesco e Paolo. Anna scopre questa nuova presenza femminile, ne rimane ingelosita e svela a Paolo che non esiste alcun nuovo fidanzato: il bambino è di Francesco.
I due gemelli propongono agli altri condomini di festeggiare l'anno nuovo assieme. Il 31 dicembre Francesco accompagna Francesca al funerale di Pietro, ma al ritorno investono per sbaglio Anna. La donna viene portata all'ospedale dall'ambulanza, su cui sale anche Francesco, mentre Paolo, Alice, il maresciallo e Francesca li seguiranno a ruota. I due gemelli, convinti di poter socializzare, si ritrovano di nuovo soli, così iniziano a rimpinzarsi di sushi e aprono lo spumante.
Anna esce dall'ospedale illesa. Nel frattempo Paolo diventa padre e finalmente tutti tornano a casa a festeggiare, eccetto Francesco che finalmente si vede rivelato l'amore di Anna e la sua imminente paternità. Francesca decide di salutare il gruppo a pochi minuti dalla mezzanotte, preferendo stare nell'appartamento di Pietro, ascoltando la sua ultima registrazione.
Nell'appartamento della festa, intanto, il maresciallo svela che recentemente è stata trovata una partita di pesce avariato, inoltre per sbaglio uno dei due razzi portati dai gemelli prende fuoco ed esplode in casa: Mario, istintivamente, si alza in piedi facendo scoprire la verità: si è finto invalido solo per giustificare la sua pigrizia. Gianni si scaglia contro di lui; Alice, Paolo e il maresciallo provano a spegnere l'incendio; Francesca piange sui ricordi del fidanzato; Francesco ed Anna si baciano dolcemente nel corridoio sotto gli spruzzi antincendio.

## Distribuzione
Film d'apertura del Festival internazionale del film di Roma 2014, è uscito nelle sale il 23 ottobre 2014.

## Cast e riprese
Le riprese iniziarono a Cinecittà il 28 ottobre 2013 e terminarono dopo circa sette settimane.

## Incassi
Il film ha ottenuto una buona approvazione da parte della critica; l'incasso totale al botteghino, è stato di 1873428 €, 1 milione dei quali ottenuto nei primi due giorni di programmazione.